# Santiago Álvarez (Regisseur)
Santiago Álvarez Román (* 18. März 1919 in Havanna; † 20. Mai 1998 ebenda) war ein kubanischer Filmregisseur. Er schrieb und drehte zahlreiche Dokumentationen über die kubanische und amerikanische Kultur.

## Filmographie
- 1961 Muerte al Invasor – mit Tomás Gutiérrez Alea als Co-Regisseur
- 1965 Now
- 1968 LBJ
- 1969 79 Primaveras
- 1975 Abril de Vietnam en el año del gato